# Руда Олена Олексіївна
Олена Олексіївна Руда (Фесюк) (нар. 16 серпня 1988) — українська футболістка, півзахисниця костопільської «Родини».

## Життєпис
Футбольну кар'єру розпочала в костопільській «Родині-Ліцей». У Вищій лізі України дебютувала 2005 року. Восени 2006 року перейшла до «Легенди». У складі чернігівського клубу двічі ставала чемпіонкою України, а також одного разу — володарем кубку України. З 2010 року знову захищає кольори костопільської «Родини-Ліцею».

## Досягнення
«Легенда»
- Вища ліга України
  -  Чемпіон (2): 2009, 2010
  -  Срібний призер (2): 2006, 2008
  -  Бронзовий призер (1): 2007

- Кубок України
  -  Володар (1): 2009
  -  Фіналіст (4): 2006, 2007, 2008, 2010